# Timmerlaher Busch, Gleidinger Holz und angrenzende Landschaftsteile
Das Landschaftsschutzgebiet Timmerlaher Busch, Gleidinger Holz und angrenzende Landschaftsteile besteht aus den zusammenhängenden Laubmischwaldgebieten Timmerlaher Busch und Geitelder Holz sowie deren angrenzende Ackerflächen und liegt in Niedersachsen im Landkreis Peine und der Stadt Braunschweig.
Das westlich gelegene Gleidinger Holz ist etwa 70 ha groß und beim Landkreis Peine unter dem Kennzeichen LSG PE 41 registriert. Das Gebiet Timmerlaher Busch umfasst etwa 140 ha und hat das Kennzeichen LSG BS 13. In den Flächenangaben sind die angrenzenden Fluren enthalten.
Lage und Bodenbeschaffung
Das Gebiet liegt zwischen dem zur Gemeinde Vechelde gehörenden Klein Gleidingen im Westen und den Braunschweiger Ortsteilen Lamme im Norden, Timmerlah im Süden sowie der Weststadt im Osten. Dort schließen sich das deutlich kleinere Broitzemer Holz (LSG BS 005) sowie der Westpark mit ausgedehnten Grün- und Naherholungsflächen an. Im Nordosten liegt das Naturdenkmal Raffteich. Im Südosten reicht die Bebauung der Weststadt und im Süden die von Timmerlah bis an das Schutzgebiet heran. In den übrigen Bereichen ist das Gebiet von Ackerflächen umgeben. 
Der Boden besteht aus Löss-Ablagerungen der Saale-Kaltzeit vor etwa 300.000 Jahren.
Gleidinger Holz
Das Waldgebiet ist etwa 40 ha groß. Das Schutzgebiet im Landkreis Peine enthält die nördlich beider Waldgebiete liegenden Ackerflächen bis zum Großen Graben und bis zum Raffteichgebiet und erreicht dadurch fast die doppelte Fläche. Das Gleidinger Holz ist ein forstwirtschaftlich genutzter Laubmischwald. Der Große Graben entspringt an der Grenze beider Forsten und ist ein Nebengewässer der Aue (Erse)
Timmerlaher Busch
Das Schutzgebiet umfasst neben dem Waldgebiet mit etwa 90 ha auch die südlich beider Wälder liegenden Ackerfluren, die bis zur Kreisstraße K56 bzw. bis zum Ortsrand von Timmerlah reichen. Auch der Timmerlaher Busch ist ein forstwirtschaftlich genutztes Laubmischwaldgebiet, in dem vorwiegend Buchen und Eschen wachsen. Im Osten sind Reste der alten Braunschweiger Landwehr erhalten, die den Wald vom Broitzemer Holz abgrenzen. Durch einen Wirtschaftsweg getrennt schließen sich im Nordosten die Grünflächen von Kleingärten und Westpark an, beim Raffteich befindet sich im Wald ein Hochseilgarten.